# مدرسة الأوردو الباكستانية البحرين
مدرسة الأوردو الباكستانية البحرين هي مدرسة خاصة تقع في مدينة عيسى في مملكة البحرين. تأسست المدرسة في عام 1956 من قبل لجنة أمناء بحرينيون وباكستانيون الذين أسسوها باعتبارها المدرسة الإنكليزية المتوسطة البديلة للجالية الباكستانية في البحرين. كان ينظر لها كبديل للمدرسة المدعومة من السفارة مدرسة باكستان.

## المعايير
تدرس المدرسة من الصف الأول إلى الصف الثاني عشر. لغة التعليم هي اللغة الإنجليزية ولكن وسيلة الاتصال الاعتيادية هي الأوردية.

## التاريخ
حتى عام 1955 لم يكن هناك أي مؤسسة عامة أو خاصة في البحرين لتعليم أبناء الهنود أو الباكستانيون باللغة الأردية وهذا بالتالي كان يمثل تحديا للمجتمع. السيد أشرف س. محمد أحد رجال الأعمال البارزين الذي جاء إلى البحرين لأخذ زمام المبادرة في قبول هذا التحدي وبالتعاون مع ابنته التربوية صالحة رحيم دعا بعض المهتمين من أعضاء جماعة المسلمين لتجميع الأموال وتشكيل مجلس أمناء واستئجار مبنى حصلوا عليه مفروش وبمبلغ معقول لبدء المدرسة. ثم مارس 1956 افتتحت مدرسة الأوردو الباكستانية.
حتى عام 1984 كانت المدرسة تتكون من مبنيين في المنامة ولكن كانت هناك خطط للتوسعة. كانت تضم المدرسة حوالي ألفين طالب. مع مساعدة من وزارة التربية والتعليم ووزارة الإسكان في مملكة البحرين خصصت قطعة أرض تبلغ مساحتها حوالي 250 ألف قدم مربع في مدينة عيسى لبناء المبنى الخاص بها.
تأسست في عام 1985 مدرسة باكستان. مهمة المدارس هي إعداد الطلاب للعمل في بيئات متنوعة ثقافيا. وتكرس هذه المدرسة إلى التشجيع والتعاون من خلال برنامج التعليم يجمع بين أفضل الدراسات المهنية والفنون الليبرالية الأساسية ويتم إعداد الطلاب للحصول على مهنة. البناء الجديد والتوسع في مرافق العلوم والكمبيوتر والمكتبة من الأسباب التي أتاحت الفرصة للطلاب لتوسيع آفاقهم الخاصة بهم. المدرسة لديها مكتبة ومخزن ومختبر الحاسوب وكافتيريا. تم تجهيز المختبرات بأحدث المعدات الممكنة.
المدرسة تدين بوجودها لحاجي أصغر علي وعبد الرسول مالك وسيد أكبر علي والدكتور ميهيتابوالا الذين يقدمون الدعم المالي للمدرسة منذ تأسيسها.